# Julian Fontana
Julian (eller Jules) Fontana (31. juli 1810 – 23. december 1869) var en polsk pianist, komponist, advokat, forfatter, oversætter og entreprenør, der er bedst kendt for at være Frédéric Chopins nære ven. Efter Chopins død i 1849 redigerede og udgav Fontana mange af hans efterladte værker.

## Biografi
Julian Fontana blev født i Warszawa. Han studerede jura ved byens universitet og musik sammen med læreren Józef Elsner, hvorved han mødte Chopin. Fontana forlod Warszawa i 1831 på grund af Novemberopstanden og slog sig ned i Hamborg, før han i 1832 tog til Paris og gjorde karriere som pianist og lærer.
I 1835 deltog Fontana i en koncert i London, hvor han var en af de seks optrædende pianister; tre af de andre var Ignaz Moscheles, Johann Baptist Cramer og Charles-Valentin Alkan.
I 1840 dedikerede Chopin sine to Polonæser opus 40 til Fontana. Den ene af de to var den berømte Polonæse i A-dur.
Fontana levede et omflakkende liv:
- 1833-37 boede han skiftevis i England og Frankrig.[1]
- 1844-45 boede han i Havana, Cuba. Den 8. juli 1844 spillede han Chopins musik for første gang nogensinde på Cuba. En af hans elever i Havana var Nicolás Ruiz Espadero.[2]
- 1845-51 boede han i New York, USA. Her spillede han koncerter sammen med Camillo Sivori.[1]
- 1852 boede han i Montgeron, Paris, hvor han var en del af det litterære miljø og blev venner med Adam Mickiewicz.[1]

I New York giftede Fontana sig den 9. september 1850 med Camilla Dalcour Tennant (1818-1855), der var enke af forretningsmanden Stephen Cattley Tennant (1800-48) og mor til Enriqueta Augustina Tennant (1843-1908) samt fire andre børn. Hun og Fontanas søn Julian Camillo Adam Fontana blev født i Paris den 10. juli 1853. Camilla døde den 30. marts 1855 af lungebetændelse, mens hun ventede sit syvende barn. Fontana sørgede for, at børnene fra hendes første ægteskab kom i pleje hos hendes første ægtemands familie i England. Derpå vendte han tilbage til New York, hvor han den 7. september samme år blev amerikansk statsborger.
I 1855 udgav Fontana en samling af Chopins efterladte manuskripter under opusnumrene 66-73. Derefter rejste han til Cuba i et forgæves forsøg på at få tilkendt sin afdøde kones ejendom. I nogle år rejste han frem og tilbage mellem Havana, New York, Paris og Polen. I 1859 udgav han 16 af Chopins polske sange under opusnummeret 74 (senere udgaver rummer en ekstra sang).
I 1860 dedikerede Louis Moreau Gottschalk to kompositioner til Fontana – La Gitanella og Illusions perdues.
I 1860’erne oversatte Fontana Miguel de Cervantes’ roman Don Quijote. I 1869 udgav han en bog om folkeastronomi.
Fontana led under døvhed og fattigdom og begik selvmord i Paris. Han blev begravet på Cimetière de Montmartre. Forud for sin død havde han sørget for, at hans søn kom i pleje hos Camillas familie i England.

## Eksterne links
- 'Julian (Jules) Fontana (1810-1869)'. Julian Fontana – In The Shadow of Chopin. Besøgt 30. juli 2012. (engelsk)